# Myrra Malmberg
Anna Myrra Malmberg, tidigare Anna Margareta Malmberg, född 20 december 1966 i Farsta, är en svensk sångare, skådespelare, musikalartist och låtskrivare. Hon är även verksam som fotograf och yogainstruktör.

## Karriär

### Scen
Malmberg växte upp i Minneapolis i Minnesota, men familjen flyttade tillbaka till Sverige när hon var i tonåren. Hon studerade vid Stockholms musikgymnasium och medverkade i slutet av tonåren på Stockholms teaterscener i roller som "Maria" i West Side Story, "Hodel" i Spelman på taket, unga "Mirabelle" i Cats och även i talroller som "Lizzie" i Rampfeber.
Malmberg kom till Londons West End när Harold Prince gav henne rollen som "Christine" i Phantom of the Opera på Her Majesty's Theatre. I London har hon också spelat "Cosette" i Les Misérables, "Estella" i Great Expectations och "Berättaren" i Joseph and the Amazing Technicolor Dreamcoat. Hon fick en framträdande roll i Music of Andrew Lloyd Webber i Sankt Pauls-katedralen och annorstädes.
Andra roller är "Eva Perón" i Evita på Göteborgsoperan och Cirkus i Stockholm, "Emma Carew" i Jekyll & Hyde på Chinateatern och "Maria" i West Side Story på operan i Rom och Göteborgsoperan.

### Film och television
Malmbergs medverkan i svensk television innefattar tv-serien Fallet Paragon, Allsång på Skansen, Go'kväll, Söndagsöppet, Så ska det låta, kändis-Jeopardy (som hon vann) och Melodifestivalen. Vid en galakonsert i S:t Petersburg i början av 1990-talet framträdde hon i Oktoberhallen.
Malmberg var solist i BBC:s Royal Variety Show, sänd från London Palladium, i GMTV, i BBC:s Blue Peter samt en säsong i BBC:s serie Showstoppers.
Malmberg gör de svenska rösterna till Disney-figurerna "prinsessan Jasmin" i Aladdin, "Lena" i Peter Pan, "Megara" i Herkules och "Marianne" i Happy Feet med flera. Malmberg har skrivit text och musik åt andra artister och har översatt sångtexter och manus från engelska, franska och danska till svenska, bland annat "Jekyll och Hyde" för Malmö Opera. Malmberg har också varit sångröst i serien I Drömmarnas Trädgård.

### Musik
Hennes diskografi exemplifierar olika stilar. Myrra Malmberg Sings Sondheim: What Can You Lose utgör tolkningar av Sondheims musik, medan Myrra Malmberg Sings Lloyd Webber: Unexpected är ett slags kammarmusik. Hon har även givit ut en handfull bossa nova-album som varit framgångsrika i Asien[källa behövs], bland dem Sweet Bossa och Bossa Kiss Pop. Malmbergs album Serendipity tillhör singer/songwriter-genren. Hon har medverkat på soundtracks och inspelningar av föreställningar samt som gästartist på andras album.
Den 14 mars 1998 deltog Vid Myrra Malmberg i den svenska Melodifestivalen i Malmö med melodin Julia, som slutade på tredje plats.

### Fotografi
Malmbergs fotografi inkluderar porträtt och cd-omslag för Benny Andersson, Bernt Rosengren och Sweet Jazz Trio. Hon har haft egna utställningar, bland annat på Göteborgsoperan.

## Teater

### Roller (ej komplett)
| År   | Roll       | Produktion                                                              | Regi             | Teater                                         |
| ---- | ---------- | ----------------------------------------------------------------------- | ---------------- | ---------------------------------------------- |
| 1990 | Hodel      | Spelman på taket                                                        |                  | Stockholms stadsteater/ Riksteatern            |
| 1992 | Poppy      | Den vilda sardinen Michael Frayn                                        | Tony Verner      | Folkan                                         |
| 1993 |            | Music of Andrew Lloyd Webber                                            |                  | Cirkusbygningen, Köpenhamn                     |
| 1994 |            | Music of Andrew Lloyd Webber                                            |                  | Sankt Pauls-katedralen, London                 |
| 1994 | Estella    | Great Expectations                                                      |                  | Apollo Theatre, London                         |
| 1995 | Cosette    | Les Misérables                                                          |                  | Palace Theatre, London                         |
| 1997 | Christine  | The Phantom of the Opera                                                |                  | Her Majesty's Theatre, London                  |
| 1999 |            | Myrra & Helen                                                           |                  | Gröna Lund-teatern                             |
| 1999 | Maria      | West Side Story Leonard Bernstein, Stephen Sondheim och Arthur Laurents | Staffan Aspegren | Göteborgsoperan                                |
| 2000 | Berättaren | Joseph and the Amazing Technicolor Dreamcoat                            |                  | W&M, Storbritannien                            |
| 2000 | Maria      | West Side Story                                                         |                  | Teatro dell'Opera di Roma, Rom                 |
| 2000 |            | One Touch of Venus Kurt Weill, Ogden Nash och S. J. Perelman            |                  | Kilenscenen                                    |
| 2001 | Eva Perón  | Evita Andrew Lloyd Webber och Tim Rice                                  |                  | Göteborgsoperan Flyttad till Cirkus, Stockholm |
| 2002 |            | Stjärnklart                                                             |                  | Stockholms Konserthus/ Malmö Konserthus        |
| 2003 |            | Myrra & Helen - Bit för Bit                                             |                  | Malmö Opera                                    |
| 2005 |            | Myrra & Helen - Bit för Bit                                             |                  | Riksteatern                                    |
| 2006 | Maria      | West Side Story                                                         |                  | Chinateatern                                   |
| 2008 | Emma Carew | Jekyll & Hyde                                                           |                  | Chinateatern                                   |

## Filmografi (i urval)
- 1987 - Ricky Räv, "Siam"
- 1992 - Aladdin, "prinsessan Jasmin"
- 1993 - Peter Pan, "Wendy Darling/Lena Darling" (film från 1953)
- 1994 - Fallet Paragon, "Ulrika" SVT Drama
- 1994 - Jafars återkomst, "prinsessan Jasmin"
- 1996 - Aladdin och rövarnas konung, "prinsessan Jasmin"
- 1997 - 101 dalmatiner, "Anita"
- 1997 - Herkules, "Megara"
- 1998 - Det magiska svärdet - kampen om Camelot, "Kayley"
- 1999 - Mary Poppins, "Mary Poppins" (film från 1964)[5]
- 2000 - Den lilla sjöjungfrun II – Havets hemlighet, "Ariel"
- 2002 - Peter Pan - Tillbaka till Landet Ingenstans, "Wendy"
- 2003 - Skönheten och Odjuret - Den förtrollade julen, "Angelique"
- 2005 - Barbie och Pegasus förtrollning, "Brietta"
- 2005 - Kejsarens nya stil 2 – Kronks nya stil, "fröken Birdwell"
- 2006 - Underdog, "Polly"
- 2007 - Happy Feet, "Marianne"
- 2007-2015 - Phineas och Ferb, "Linda Flynn-Fletcher"
- 2007 - Kim Possible, "Shego"
- 2008 - Disney prinsessor: Förtrollande äventyr - Följ dina drömmar, "prinsessan Jasmin"
- 2008 - Den lilla sjöjungfrun - Sagan om Ariel, "Ariel"
- 2008 - Deep Sea, "berättare" IMAX, Cosmonova
- 2008 - Kikis expressbud, "fru Osono"
- 2009 - Hannah Montana: The Movie, "Lorelai"
- 2010 - Toy Story 3, "Andys mamma"
- 2011 - Happy Feet 2, "Marianne"
- 2012 - Tingeling - Vingarnas hemlighet, "Läkarälvan"
- 2014 - Havets sång, "Bronach"
- 2019 - Röjar-Ralf kraschar internet, "prinsessan Jasmin" och "Ariel"
- 2019 - Toy Story 4, "Andys mamma"

## Soloalbum
- 2011 - Another World, Warner Music

## Diskografi i urval
- 1995 - What Can You Lose: Myrra Malmberg Sings Sondheim, Arietta Discs
- 1997 - Unexpected: Myrra Malmberg Sings Lloyd Webber, Arietta Discs
- 1999 - Julia, Musikverkstan (singel)
- 2004 - You're Gone, BMG (singel)
- 2004 - Serendipity, BMG
- 2003 - Sweet Bossa, Spice of Life Records
- 2006 - Bossa Kiss Pop, Kang & Music
- 2007 - Bossa Volym 1, Arietta Discs
- 2007 - Bossa Volym 2, Arietta Discs
- 2016 - The Greatest Video Game Music III – Choral Edition

## Soundtracks och cast recordings
- 1993 - Aladdin - svenskt soundtrack, Buena Vista
- 1994 - Jafars återkomst, soundtrack, Buena Vista
- 1995 - Great Expectations - highlights cast recording, TER Records
- 1997 - Hercules, svenskt soundtrack, Buena Vista
- 2001 - Evita, svensk ensemble, BMG
- 2009 - Disney: En magisk värld, Egmont
- 2009 - Bröderna Lejonhjärta, Naxos

## Samlingar
- 2005 - Svenska Musikalfavoriter
- 2010 - 100 Moments Lounge

## Gästartist
- 1998 - Easy listening för masochister/Carl-Johan Vallgren, Twin
- 2005 - My Rubber Soul, Peter Nordahl Trio, Arietta Discs
- 2008 - Musikalfavoriter/Niklas Andersson/Malmö Symfoniorkester, Naxos